# Вергеланн, Генрик Арнольд
Генрик Арнольд Вергеланн (норв. Henrik Arnold Wergeland, 17 июня 1808 — 12 июля 1845) — один из крупнейших норвежских писателей-публицистов. Возглавлял радикальную национальную партию, боровшуюся за культурную независимость Норвегии. Сын политического и государственного деятеля Николая Вергеланна. Брат писательницы Камиллы Коллетт и Оскара Вергеланна, генерала, топографа.

## Деятельность и творчество
Вергеланн много сделал для просвещения широких масс: организовывал народные библиотеки, выпускал популярные брошюры и листовки, издавал газеты — «Statsborgeren» 1835—1837 и «For Arbeidsklassen» 1840—1845, сотрудничал с Morgenbladet. Всё это не помешало однако Вергеланну принять от шведского короля пенсию и занять место государственного архивариуса. Покинутый вследствие этого политическими единомышленниками, Вергеланн отдался всецело литературной деятельности.

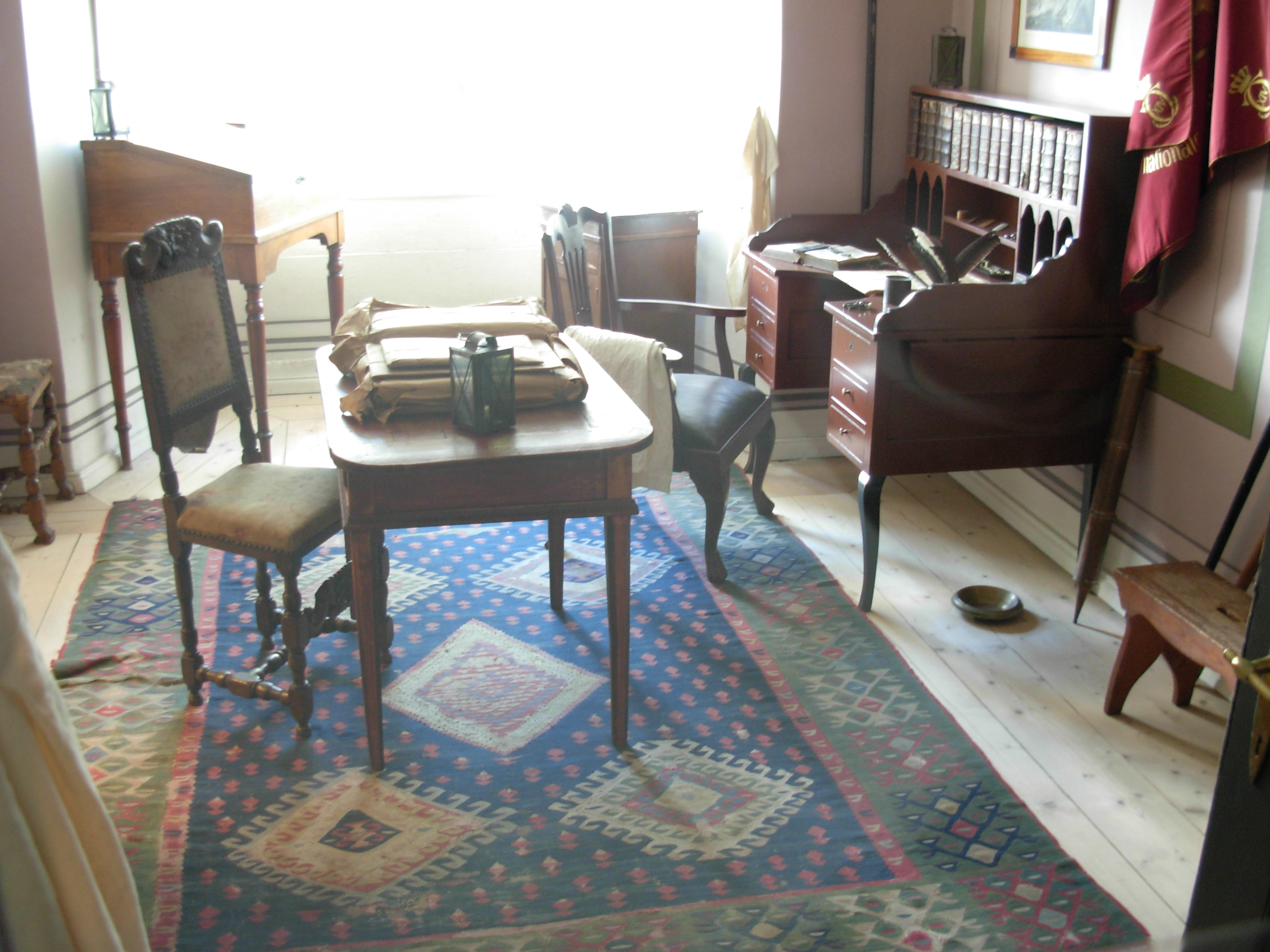
Кабинет писателя Генрика Вергеланд в замке Акерсхус.

Лучшие произведения Вергеланна написаны им уже во время тяжёлой болезни, приковавшей его на несколько лет к постели. Вергеланн стал известен после выхода в свет его фарсов на темы дня: «Ah» 1827, «Irreparabile Tempus» 1828 и других, выпущенных под псевдонимом Siful Sifadda. В 1830 появилась его «библия республиканца» (по выражению современников) — лирическая драма «Skabelsen, Mennesket og Messias» (Мироздание, человечество и Мессия). Произведение это вызвало жестокую критику со стороны Вельхавна. Борьба между ним и Вергеланном определяла в известной мере дальнейшее развитие норвежской литературы. Вергеланн оказал влияние на творчество Бьёрнсона и Ибсена.

## Библиография

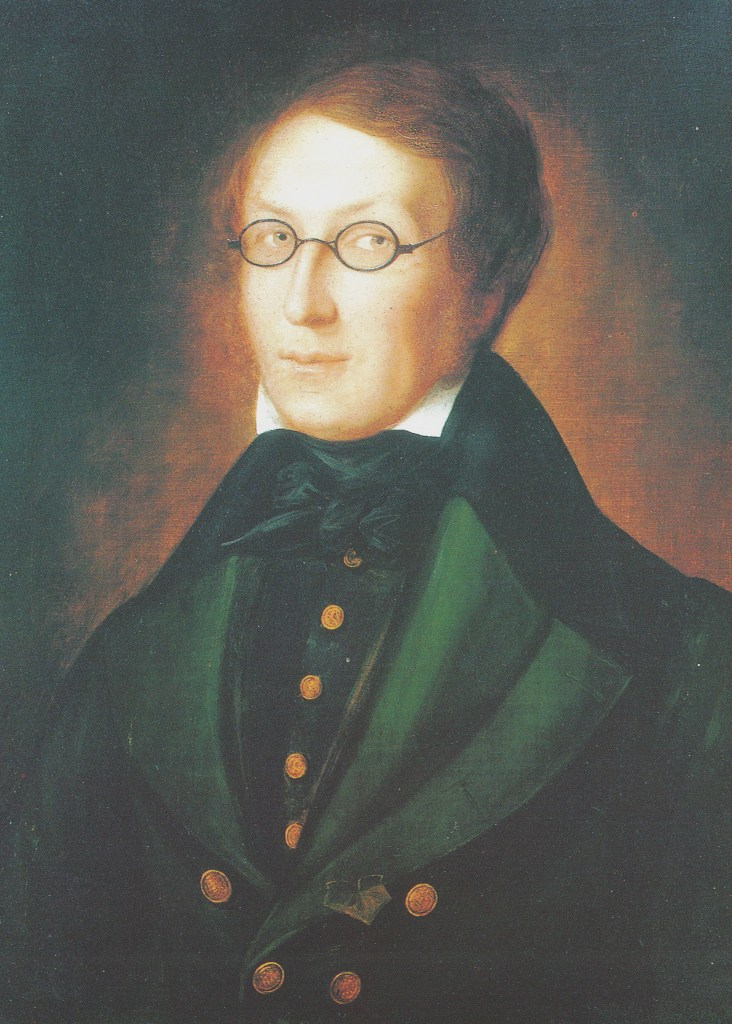
Портрет Г.Вергеланна кисти К.Леманна

## Память
В честь Вергеланна назван кратер на Меркурии.
В 1881 году на площади Эйдсволлс в Осло открыт памятник писателю.

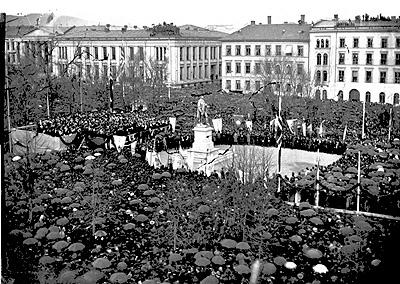
Церемония открытия памятника Генрику Вергеланну в 1881 году